# ریموند فرث
ریموند ویلیام (به انگلیسی: Raymond William Firth) (۲۵ مارس ۱۹۰۱– ۲۲ فوریه ۲۰۰۲) یک مردم‌شناس اهل نیوزیلند بود. در نتیجه کارهای او در زمینه مردم‌شناسی، رفتار واقعی جوامع از قوانین ایده‌آل رفتاری در یک جامعه خاص جدا می‌شود. وی مدتی طولانی را به‌عنوان استاد مردم‌شناسی در دانشکده اقتصاد لندن فعالیت کرد.